# 三溴化铯
三溴化铯是一种无机化合物，化学式为CsBr3。它可从含大量溴的溴化铯的浓水溶液中结晶得到，或通过溴化铯、溴酸铯和氢溴酸的水热反应制得，其中溴在反应中原位生成。它与三碘化铯和溴二碘化铯同构，属正交晶系Pmnb空间群。它在38 °C分解。它可以将一些Au(I)配合物氧化至Au(II)或Au(III)配合物。

## 拓展阅读
- Lester R. Morss. . The Journal of Chemical Thermodynamics. 1975-08, 7 (8): 709–717  [2022-09-09]. doi:10.1016/0021-9614(75)90245-1. （原始内容存档于2018-06-28） （英语）.